# آدجة
نهر آدجة نهر في شمال إيطاليا ينبع في جبال الألب عند فج رِيشِيَة بإقليم بلسانة بالقرب من الحدود الإيطالية النمساوية، ويصب في بحر البنادقة، وهو ثاني أطول نهر في إيطاليا بعد نهر بادي. يمر نهر آدجة عبر مدن طرنطة وويرونة، ولنياغة، وقبرجرة، ويخترق منطقة طرنطينة وآدجة العليا ومنطقة فينطة.

## جغرافيا

### روافد
- نهر فرسينة قرب طرنطة

### أودية
- وادي ونشطة